# Cleora plax
Cleora plax là một loài bướm đêm trong họ Geometridae.